# Mike Hogan
Mike Hogan (ur. 29 kwietnia 1973 w Moycross) – irlandzki muzyk, basista grupy The Cranberries, brat gitarzysty zespołu Noela Hogana.

## Działalność muzyczna
W latach 1989–2003 był basistą grupy The Cranberries. Kiedy zespół w 2003 zawiesił działalność, Mike zaangażował się w projekt swojego brata Mono Band i otworzył restaurację w Limerick. W 2009 powrócił do gry w The Cranberries. Wraz z Noelem Hoganem i Fergalem Lawlerem jest współzałożycielem grupy The Cranberry Saw Us. Jak dotąd nie wydał projektu solowego.

## Życie prywatne
6 lipca 1998 ożenił się z Siobhan O’Conor. Mają syna Jamie Patricka Hogana (ur. 8 października 2001).